# Hydrelia leucogramma
Hydrelia leucogramma är en fjärilsart som beskrevs av Eugen Wehrli. Hydrelia leucogramma ingår i släktet Hydrelia och familjen mätare. Inga underarter finns listade i Catalogue of Life.